# 伊東要蔵
伊東 要蔵（いとう ようぞう、1864年4月22日〈元治元年3月17日〉 - 1934年〈昭和9年〉5月9日）は、明治期の実業家・政治家。静岡県立引佐高等学校創立者。

## 経歴

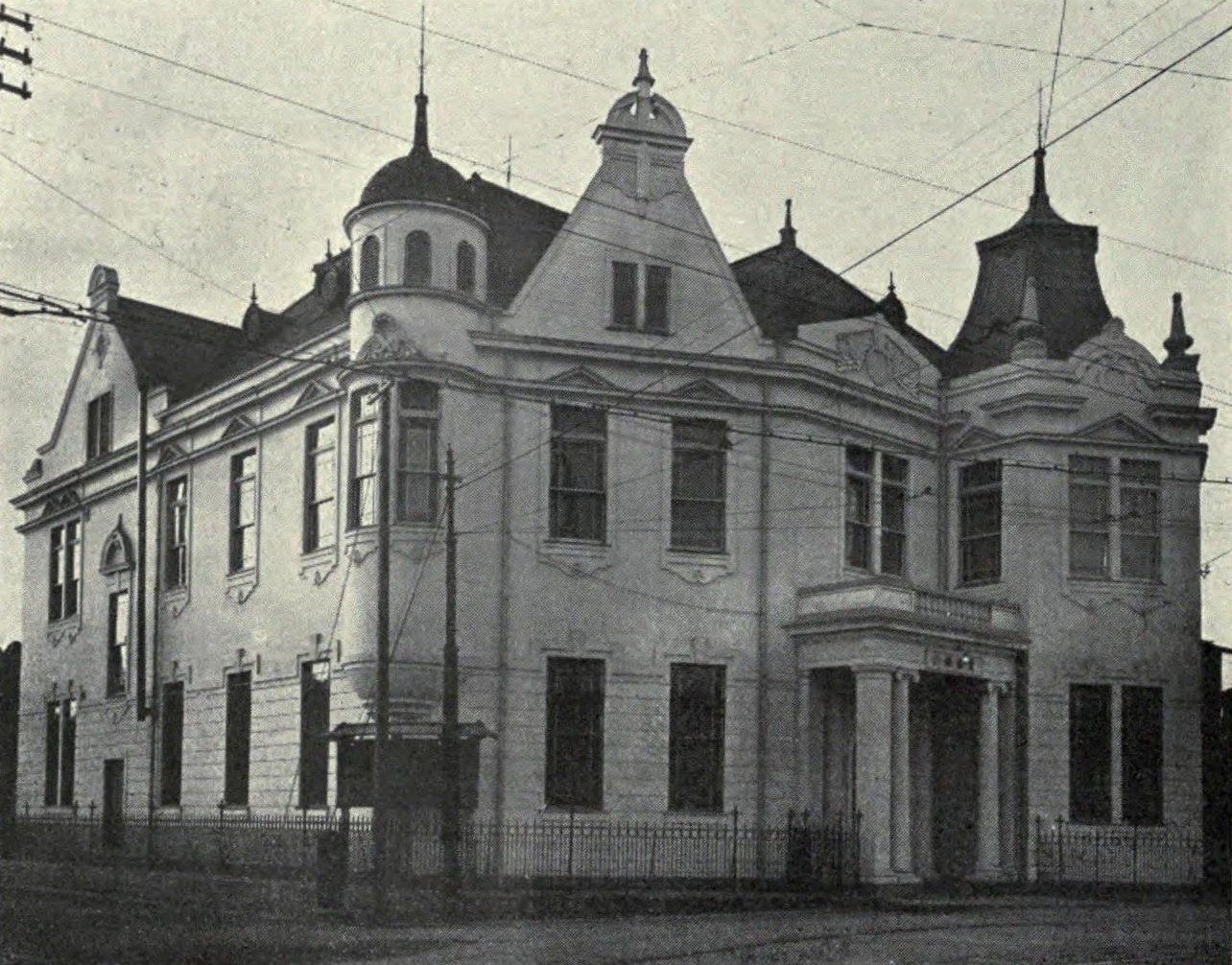
豊国銀行

遠江国（静岡県）生まれ。旧姓を山田という。1879年（明治12年）に東上し、慶應義塾を卒業後、三田英学校の教師になる。1882年（明治15年）慶應義塾の教員となり、翌1883年（明治16年）に大阪商業講習所教頭となる。1890年（明治23年）から1894年（明治27年）までと、1899年（明治32年）9月24日から1903年（明治36年）まで引佐郡選出の静岡県会議員を務めた。また、1899年10月から1903年まで第8代静岡県会議長を務めた。1909年（明治42年）8月、第10回衆議院議員総選挙の静岡県郡部補欠選挙に出馬し衆議院議員となり、第11回総選挙でも再選された。
その他、浜松信用銀行、富士紡績会社の要職を経て豊国銀行発起人となる。